# Alfred Milner, 1. Viscount Milner

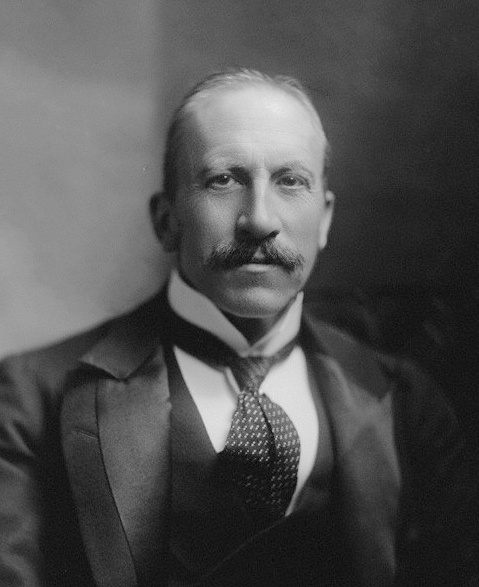
Alfred Milner, 1. Viscount Milner

Alfred Milner, 1. Viscount Milner KG, GCB, GCMG, PC (* 23. März 1854 in Gießen; † 13. Mai 1925 bei Canterbury) war ein britischer Politiker, Hochkommissar für das Südliche Afrika und Gouverneur der Kapkolonie.

## Leben

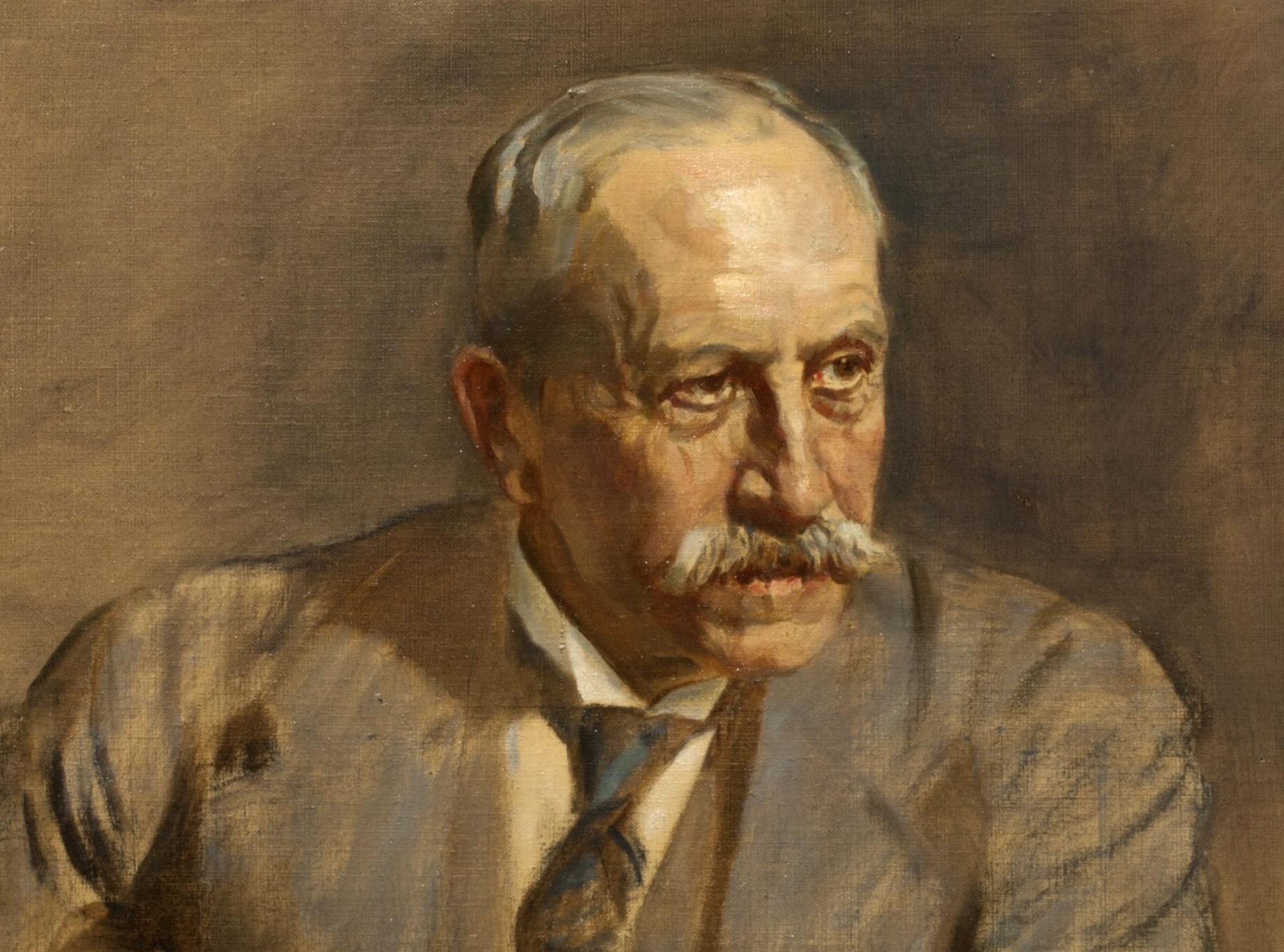
Alfred Milner, Porträtstudie von James Guthrie für Statesmen of World War I, um 1920

Milner wurde als Sohn des Arztes und späteren Lektors für Englische Sprache an der Universität Tübingen, Charles Milner (1830–1882), dessen Eltern nach Deutschland ausgewandert waren, und der Tochter eines britischen Generals geboren. Er studierte in Tübingen und Oxford, wo er 1877 seinen Abschluss erwarb. In Oxford schloss er eine enge Freundschaft mit dem jung verstorbenen Arnold Toynbee. In den 1880er Jahren arbeitete er zunächst als Journalist bei der Pall Mall Gazette und bewarb sich bei den Unterhauswahlen 1885 erfolglos um einen Parlamentssitz für die Liberale Partei. Danach wurde er persönlicher Sekretär des späteren Finanzministers George Goschen. 1889 ging er als Unterstaatssekretär für Finanzen nach Ägypten und kehrte 1892 nach England zurück, um den Vorsitz des Board of Inland Revenue zu übernehmen. Die effiziente und straffe Verwaltung Ägyptens durch den britischen Generalkonsul Evelyn Baring sollte später zum Modell Milners bei seiner Tätigkeit in Südafrika werden.
1897 wurde er von Kolonialminister Joseph Chamberlain zum Gouverneur der Kapkolonie und Hochkommissar für das Südliche Afrika ernannt. Sein Vorgänger, Lord Rosmead, hatte infolge der Verschärfung der dortigen Situation nach dem missglückten Jameson Raid sein Amt niederlegen müssen. Milner wurde hier zum scharfen Gegner des Präsidenten der Südafrikanischen Republik im Transvaal, Paul Kruger, der mit allen Mitteln die Rechte der einheimischen Buren über die immer zahlreicher werdenden Uitlanders in den Goldfeldern des Transvaal sichern wollte. Das Scheitern einer Einigung in der Uitlanderfrage mündete direkt in den Zweiten Burenkrieg von 1899 bis 1902, in dem die Briten nach hartem Kampf den Sieg über die Buren davontrugen. 1901 wurde Milner zum Verwalter der zu diesem Zeitpunkt annektierten Burenrepubliken bestellt. Gemeinsam mit Lord Kitchener gehörte er zu den Unterzeichnern des Friedensvertrags von Vereeniging, der den Krieg unter Garantien für die geschlagenen Buren beendete. Danach bereitete er den Weg für den Einsatz asiatischer Akkordarbeiter zur Wiederaufnahme der Förderung in den Goldminen Südafrikas. 1905 zog er sich von seinen Posten in Südafrika zurück. Während eines Besuchs in England war Milner 1901 als Baron Milner, of St James's in the County of London and of Cape Town in the Colony of the Cape of Good Hope, zum erblichen Peer geadelt worden, bereits im folgenden Jahr wurde er am 15. Juli 1902 zum Viscount Milner, of Saint James's in the County of London and of Cape Town in the Cape Colony, erhoben.
In London wurde Milner Vorstandsvorsitzender der Rio Tinto Company, was er bis zu seinem Tode bleiben sollte. In der Folge beschäftigte er sich mit der Ausarbeitung von Ideen zur Erneuerung des britischen Weltreichs auf Basis einer freien Assoziation der europäisch dominierten Dominions. Während seiner Zeit in Südafrika hatte er sich mit den Liberalen überworfen und lehnte deren Vorstellungen zum Freihandel strikt ab. Er wurde ein führender Fürsprecher des Imperialismus, setzte sich für eine Zollreform nach dem Modell der Imperial Preference ein und begründete 1909 zusammen mit einer Reihe früherer Mitarbeiter (vgl. Milner’s Kindergarten) die Round-Table-Bewegung. Im Ersten Weltkrieg wurde Milner 1916 von David Lloyd George als Minister ohne Geschäftsbereich in dessen Kriegskabinett einbezogen. Er gilt als Initiator der Balfour-Deklaration von 1917. 1918 war er kurzzeitig Kriegsminister und nach den sogenannten Khaki-Wahlen im selben Jahr wurde er Kolonialminister (Secretary of State for the Colonies). In dieser Funktion nahm er an der Pariser Friedenskonferenz 1919 teil und gehörte zu den Unterzeichnern des Friedensvertrags von Versailles mit dem Deutschen Reich. Zwischen 1919 und 1920 arbeitete er Empfehlungen für das zukünftige Verhältnis Großbritanniens zu Ägypten aus. 1921 trat er zurück und heiratete seine langjährige Geliebte, die nun verwitwete Violet Cecil, die er während des Burenkrieges kennengelernt hatte. 1925 starb er an der Schlafkrankheit. Der Titel Viscount Milner erlosch dabei, da er ohne männlichen Erben blieb.